# Hammaptera ignifera
Hammaptera ignifera là một loài bướm đêm trong họ Geometridae.